# Mulatu Astatke
Mulatu Astatke, (ሙላቱ አስታጥቄ in amarico, translitterato anche come Astaqté) (Gimma, 19 dicembre 1943), è un musicista etiope.
È stato il primo studente africano al Berklee College of Music, ha suonato con molti musicisti tra i quali Duke Ellington. È conosciuto come il padre del jazz etiope, miscela di suoni Jazz e Latin con elementi di musica etiopica. Alcune delle sue composizioni più importanti sono state incluse nella colonna sonora del film Broken Flowers di Jim Jarmusch, facendolo conoscere a un pubblico più ampio.
Nel 2008 suona il pianoforte in due tracce (E così sia e Ethiopia) dell'album Amen del gruppo pop italiano Baustelle.
Nel 2009 pubblica assieme agli Heliocentrics un disco strumentale, registrato a Londra dove vengono amalgamati i ritmi funky-jazz con i suoni tradizionali dell'ethio-jazz e che viene valutato ottimamente dalla critica musicale
È stato consulente del MIT per la creazione di una moderna versione del krar, la tradizionale lira dell'Etiopia.

## Discografia[3]

### Solista
- 1972 - Mulatu Of Ethiopia (Worthy Records)
- 1989 - Plays Ethio Jazz (Poljazz)
- 1998 - Ethiopiques 4 : Ethio Jazz & Musique Instrumentale (Buda Musique)
- 2002 - Ethio Jazz: Mulatu Astatke Featuring Fekade Amde Maskal (L'Arôme Productions)
- 2009 - Inspiration Information (Strut)
- 2010 - Mulatu Steps Ahead (Strut)
- 2013 - Sketches of Ethiopia (Jazz Village)

### Con gli Heliocentrics
- 2009 - Inspiration Information 3 (Strut)

### Raccolte
- 2009 - 'New York - Addis - London - The Story Of Ethio Jazz 1965-1975' (Strut)